# Arthur van Schendel

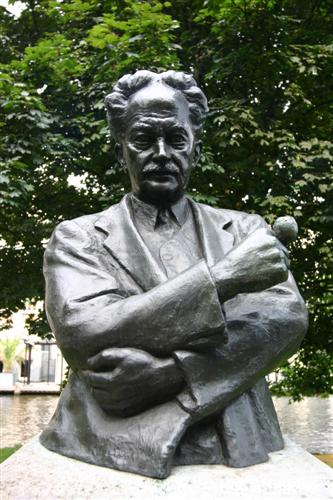
Arthur van Schendel

Arthur François Emile van Schendel (* 5. März 1874 in Batavia, heute: Jakarta; † 11. September 1946 in Amsterdam) war ein niederländischer Schriftsteller.

## Leben
Die Familie van Schendel kehrte im Jahr 1879 nach Pensionierung des Vaters, der in der Kolonialarmee Karriere gemacht hatte, aus Batavia im damaligen Niederländisch-Indien nach Holland zurück und ließ sich in Haarlem nieder. Van Schendel verlor den Vater ein Jahr nach der Rückkehr in die Niederlande. Die Mutter musste mit einer kleinen Rente auskommen und zog auf der Suche nach billigem Wohnraum durch eine ganze Reihe niederländischer Städte (Den Haag, Amsterdam, Haarlem). Einen tiefen Eindruck auf den jungen Arthur hat der Tod einer Halbschwester im Jahre 1885 hinterlassen, welche die Mutter während dieser Zeit geboren hatte und deren Vater unbekannt geblieben war.
Die Art und Weise einer Schulbildung van Schendels ist unbekannt. Eine Abschlussprüfung hatte er nie abgelegt. Ob der Besuch einer Schauspielschule mit der ernsthaften Absicht verbunden war, Schauspieler zu werden, ist ebenfalls unbekannt.
Im Jahr 1901 ließ sich van Schendel in den Niederlanden als Lehrer registrieren; zuvor hatte er an einer englischen Grammar School Französisch unterrichtet.
1902 heiratete er Bertha Zimmermann. Das Paar bekam bald eine Tochter, Hubertina. Eine zweite Tochter verschied bereits 1903, und 1905 starb auch Bertha. Danach ließ er sich mit seiner Tochter Hubertina in Doorn (heute Teil der Gemeinde Utrechtse Heuvelrug) nieder. 1908 heiratet van Schendel seine zweite Frau, Anni de Boers. Das Paar hatte eine Tochter und einen Sohn und begann ein Nomadenleben (unter anderem wegen des Asthmas der Frau) in Italien, England und Frankreich. Die Familie lebte schlecht und recht von den Einkünften des Vaters aus seiner Arbeit als Schriftsteller, insbesondere von seinen Tantiemen für Übersetzungen ins Deutsche.
Nach dem Ende des Zweiten Weltkriegs zog die Familie zurück in die Niederlande, wo Arthur van Schendel wenig später starb.
Van Schendel begründete mit seinem ersten Roman die niederländische Neoromantik. Kritik veranlasste ihn in späteren Romanen zu einem nüchternen und realistischen Stil, fast in Form von Reportagen. Hiervon ist insbesondere sein wohl bekanntester Roman „Das Fregattschiff 'Johanna Maria'“ geprägt.

## Werke
- Drogon (1896)
- Een zwerver verliefd (1904), deutsch: "Ein Vagabund verliebt" und
- Een zwerver verdwaald (1907), deutsch: "Ein Vagabund verirrt", beide deutsch 1924: "Ein Wanderer"
- De mens van Nazareth (1916), deutsch: "Der Mensch von Nazareth"
- De berg van dromen (1927), deutsch: "Der Berg der Träume", ein Erzählband
- Het fregatship "Johanna Maria" (1930), deutsch 1933: Das Vollschiff "Johanna Maria", Neuauflage in der Übersetzung von Gregor Seferens 2007, Zürich Manesse Verlag, unter dem Titel Das Fregattschiff Johanna Maria, ISBN 978-3-7175-2146-4
- De waterman (1933), deutsch: "Der Wassermann"
- Een Hollands drama (1935), deutsch: "Ein holländisches Drama"
- De grauwe vogels (1937), deutsch: "Die grauen Vögel"
- De zomerreis (1938), deutsch: "Die Sommerreise"
- De wereld een dansfeest (1938), deutsch, "Die Welt ein Tanzfest"
- Nachtgedaanten (1939), deutsch: "Nachtgestalten"
- De zeven tuinen (1939), deutsch: "Die sieben Gärten"
- Het oude huis (1946), deutsch: „Das alte Haus“
- Voorbijgaande schaduwen (1948 polsth.), deutsch: „Vorbeigehende Schatten“
- Upanishaden, Nachdichtungen von Arthur Schendel, 1923, Selbstverlag des Verfassers

## Auszeichnung
- 1931: C.W. van der Hoogtprijs für Het fregatschip Johanna Maria